# Pakistanische Cricket-Nationalmannschaft in Australien in der Saison 1976/77
Die Tour der pakistanischen Cricket-Nationalmannschaft nach Australien in der Saison 1976/77 fand vom 24. Dezember 1976 bis zum 18. Januar 1977 statt. Die internationale Cricket-Tour war Bestandteil der Internationalen Cricket-Saison 1976/77 und umfasste drei Tests. Die Serie endete 1–1 unentschieden.

## Vorgeschichte
Pakistan spielte zuvor eine Tour gegen Neuseeland, für Australien war es die erste Tour der Saison.
Das letzte Aufeinandertreffen der beiden Mannschaften bei einer Tour fand in der Saison 1972/73 in Australien statt.

## Stadien
Die folgenden Stadien wurden für die Tour als Austragungsort vorgesehen.
| Stadion                  | Stadt     | Kapazität | Spiele  |
| ------------------------ | --------- | --------- | ------- |
| Adelaide Oval            | Adelaide  | 53.583    | 1. Test |
| Melbourne Cricket Ground | Melbourne | 100.024   | 2. Test |
| Sydney Cricket Ground    | Sydney    | 48.000    | 3. Test |

## Kaderlisten
| Test | Test |
| Australien | Pakistan |
| --- | --- |
| - Greg Chappell (K) - Gary Cosier - Ian Davis - Gary Gilmour - Dennis Lillee - Rod Marsh (wk) - Rick McCosker - Kerry O’Keeffe - Jeff Thomson - Alan Turner - Max Walker - Doug Walters | - Mushtaq Mohammad (K) - Asif Iqbal - Asif Masood - Haroon Rasheed - Imran Khan - Iqbal Qasim - Javed Miandad - Majid Khan - Mudassar Nazar - Sadiq Mohammad - Saleem Altaf - Sarfraz Nawaz - Wasim Bari (wk) - Zaheer Abbas |

## Tests

### Erster Test in Adelaide
| 24. – 29. Dezember Scorecard | Adelaide | Pakistan 272 (70.7) & 466 (132.7) | – | Australien 454 (119.4) & 261-6 (73) |
|                              |          | Remis                             |   |                                     |

Pakistan gewann den Münzwurf und entschied sich als Schlagmannschaft zu beginnen.

### Zweiter Test in Melbourne
| 1. – 6. Januar Scorecard | Melbourne | Australien 517-8d (92.6) & 315-8d (61.5) | – | Pakistan 333 (84.1) & 151 (44.1) |
|                          |           | Australien gewinnt mit 348 Runs          |   |                                  |

Australien gewann den Münzwurf und entschied sich als Schlagmannschaft zu beginnen.

### Dritter Test in Sydney
| 14. – 18. Januar Scorecard | Sydney | Australien 211 (64.2) & 180 (41.7) | – | Pakistan 360 (82.3) & 32-2 (7.2) |
|                            |        | Pakistan gewinnt mit 8 Wickets     |   |                                  |

Australien gewann den Münzwurf und entschied sich als Schlagmannschaft zu beginnen.